# Chaetopisthes heimi
Chaetopisthes heimi är en skalbaggsart som beskrevs av Erich Wasmann 1903. Chaetopisthes heimi ingår i släktet Chaetopisthes och familjen Aphodiidae. Inga underarter finns listade i Catalogue of Life.